# أولاد العليان (الغربية)
أولاد العليان هي إحدى مشيخات المملكة المغربية، تتبع جغرافيا لإقليم سيدي بنور وإداريًا لالغربية. يقدر عدد سكانها بـ 5277 نسمة حسب الإحصاء الرسمي للسكان والسكنى لسنة 2004.